# ALP (ブランド)
ALP（あるぷ）は、日本のアクセサリーブランド。ブランド・ディレクターは白石麻衣。

## 概要
ブランド名はロマンシュ語のAlb（白）に由来し、調和・純粋の意味。
2021年12月9日、リング、ピアス、イヤリング、ネックレスが、一部男女兼用、全種シルバーで制作された。
2023年12月6日〜12日、伊勢丹新宿店で初のポップアップストアを開催、ノベルティとして先着500名にALP Special Bookが贈呈された。

## 商標登録
特許情報プラットフォームによれば「ALP」が商標登録されている。商標権者は乃木坂46合同会社。